# Siø
Die dänische Insel Siø, deren Fläche nur 1,31 km² beträgt, liegt zwischen den zwei größeren Inseln Langeland im Osten und Tåsinge im Nordwesten und ist mit diesen durch jeweils eine Brücke verbunden. Über dieses Brückensystem aus der 1962 eingeweihten Langelandsbroen und dem 1959 eingeweihten Siødæmningen sowie über die 1966 eingeweihte Svendborgsundbroen von Tåsinge nach Fyn (dt.: Fünen) ist Langeland mit Fyn und damit mit dem dänischen Autobahnnetz verbunden.
Auf Siø wohnen 24 Einwohner (1. Januar 2023) Es gibt nur einen Bauernhof sowie einige wenige Häuser. Ein großer Teil der Insel wird landwirtschaftlich genutzt, wobei zusätzlich einige Windkraftanlagen bestehen.
Siø gehört zur Kirchspielsgemeinde (dän.: Sogn) Bøstrup Sogn, die bis 1970 zur Harde Langelands Nørre Herred im damaligen Svendborg Amt gehörte und ab 1970 zur Tranekær Kommune im Fyns Amt, die mit der Kommunalreform zum 1. Januar 2007 in der Langeland Kommune in der Region Syddanmark aufgegangen ist.